# Piața Traian

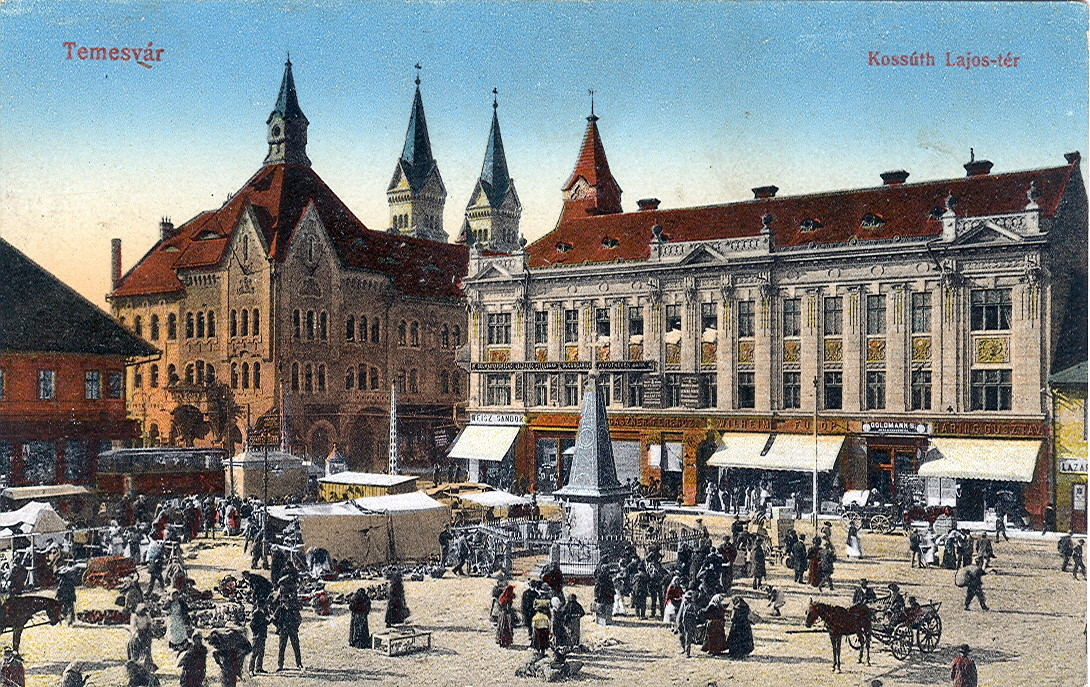
Die Piața Traian um 1914

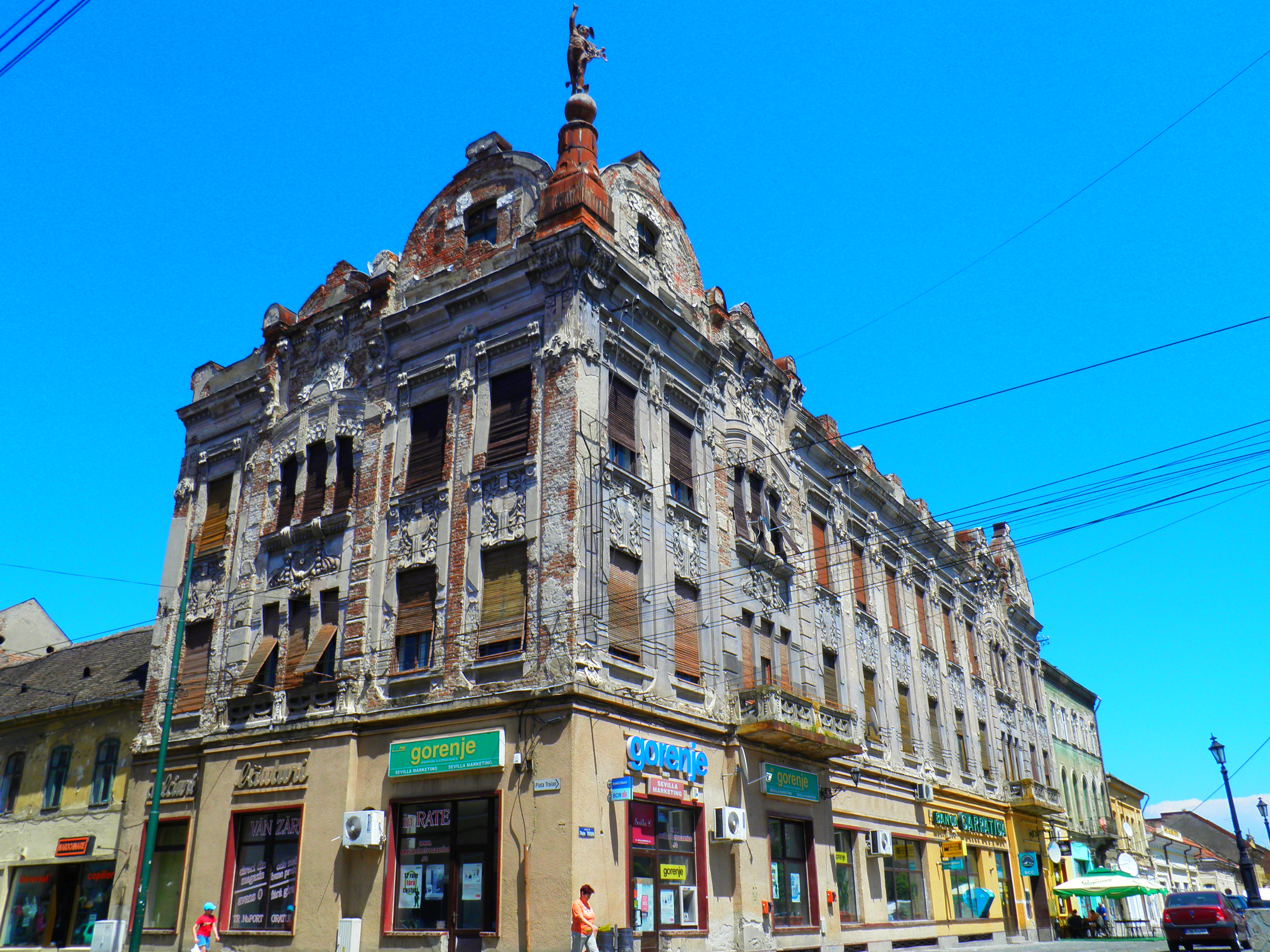
Palatul Mercur

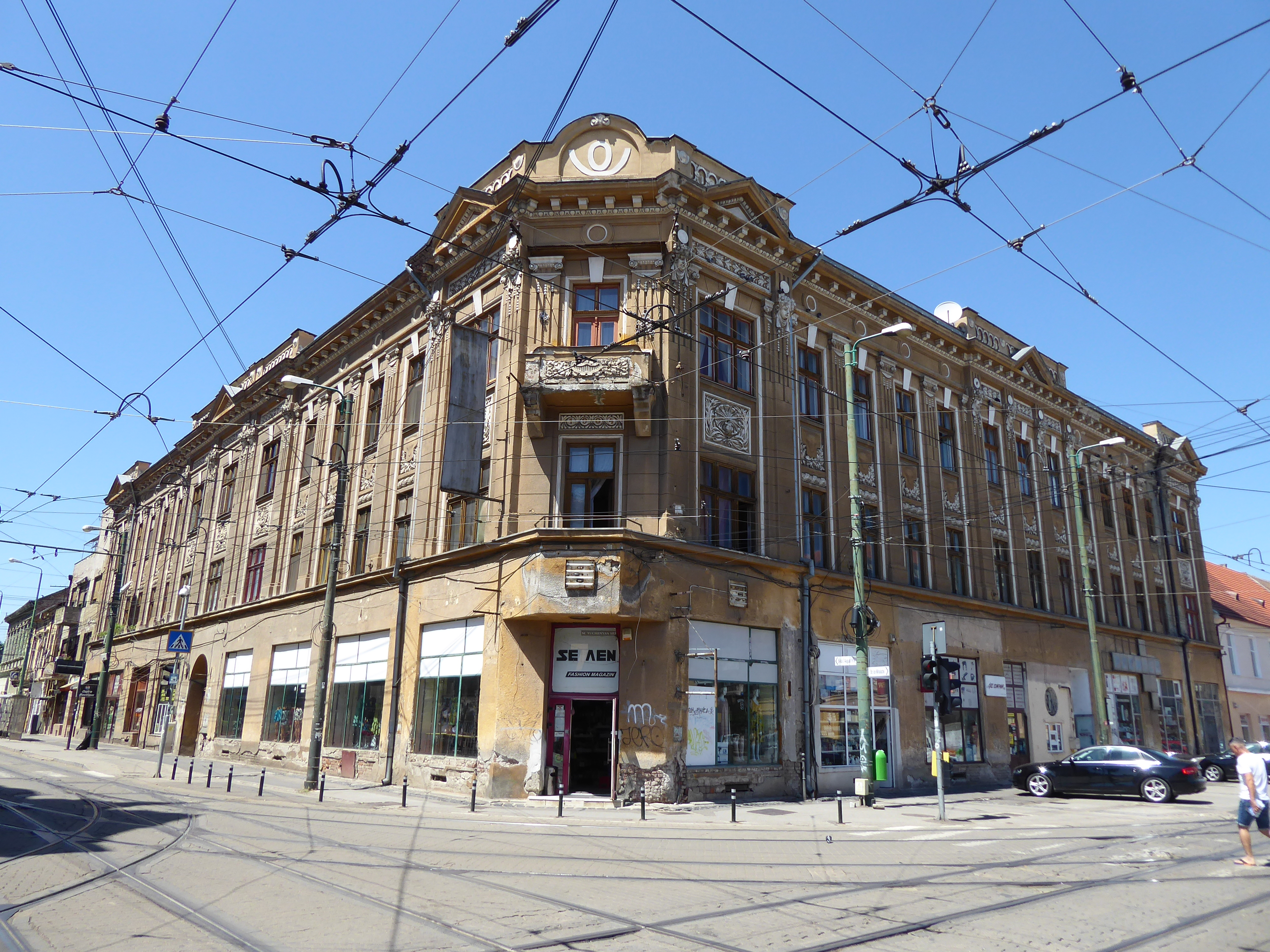
Palatul Mirbach

Die Piața Traian, deutsch Trajansplatz, ist ein Platz in der rumänischen Stadt Timișoara. Sie wurde nach dem römischen Kaiser Trajan benannt. Der rechtwinklig angelegte Platz bildet das Zentrum des II. Stadtbezirks Fabric und wurde 1740 von Ingenieuren des Militärs entworfen; als Vorbild gilt die etwas größere Piața Unirii in der Inneren Stadt. Auf der Piața Traian wird täglich ein Markt abgehalten. Außerdem ist sie ein wichtiger Knotenpunkt im Netz der Straßenbahn Timișoara. Der Individualverkehr wurde hingegen verbannt. Markanteste Gebäude des Platzes sind der Palatul Mercur auf der Nordseite und die serbisch-orthodoxe Georgskirche aus dem 18. Jahrhundert auf der Ostseite.
Zur Zeit des Kaisertums Österreich hieß die Piața Traian Hauptplatz. Infolge des Österreichisch-Ungarischen Ausgleichs von 1867 übersetzte man diesen Namen auf Ungarisch: Fő tér. Ab Mitte der 1890er Jahre wurde der Platz nach dem 1894 gestorbenen ungarischen Nationalhelden Kossuth Lajos tér genannt. Nach der Teilung des Banats im Jahr 1919 erhielt er schließlich seinen heutigen rumänischen Namen.   